# Пожешко-косјерићки каменоресци
Пожешко-косјерићки каменоресци потичу из насеља некадашње кнежине Ужичка Црна Гора, која се касније разделила Пожешки и Црногорски срез. Стварали су на линији Субјел-Каблар и делу ужичког краја који је у прошлости „налегао” на Руднички округ.

## Пожешки каменоресци

### Каменорезачка фамилија Павловић
- Каменорезац Филип Павловић (1840-1891) из Табановића
- Каменорезац Јеремија Павловић (око 1860−?) из Табановића
- Каменорезац Ђурђе Павловић (око 1890−?) из Табановића

### Каменорезачка фамилија Јанковић
- Каменорезац Вељко Јанковић (1840-1891) из Љутица
- Каменорезац Војислав Јанковић (1877−1912) из Љутица
- Каменорезац Павле Јанковић (1883−1915) из Љутица

### Мање познати мајстори
- Каменорезац Владан Матовић из Јежевице

Крајем 19. века, па до Првог светског рата активан је био Пантелија Драгутиновић из Каленића. На споменицима се потписивао као члан Народне радикалне странке.

## Косјерићки каменоресци
Најстарији и веома изворни каменорезац Сретен Бошковић из Мушића потписивао се на својим рукорадима између 1851. и 1871. године.
Светозар Остојић из Мушића споменике је клесао у периоду од Баканских до Другог светског рата.